# Província de São Tomé
La província de São Tomé Province és una de les dues províncies de São Tomé i Príncipe. La seva extensió i població coincideixen amb la de l'illa de São Tomé.

## Divisió administrativa
1. Água Grande (São Tomé)
2. Cantagalo (Santana)
3. Caué (São João dos Angolares)
4. Lembá (Neves)
5. Lobata (Guadalupe)
6. Mé-Zóchi (Trindade)

## Illes
Endemés de l'illa de São Tomé hi ha uns quants illots:
- Ilhéu das Cabras
- Ilhéu do Coco
- Ilhéu São Miguel
- Ilhéu Gabado
- Ilhéu dos Cocos
- Ilhéu Jalé
- Ilhéu das Rolas